# Cathartiformes
Cathartiformes è un ordine di rapaci che include gli avvoltoi del Nuovo Mondo e gli ormai estinti Teratornithidae. Questi rapaci sono classificati dalla maggior parte delle autorità tassonomiche nell'ordine Accipitriformes (che comprende aquile e poiane). In passato erano considerati il gruppo gemello delle cicogne dell'ordine dei Ciconiiformi basati sull'ibridazione e sulla morfologia del DNA-DNA.